# 天主教哈拉帕總教區
天主教哈拉帕總教區 （拉丁語：Archidioecesis  Ialapensis）是羅馬天主教一個教省總教區，下轄七個教區。
總教區位於墨西哥韋拉克魯斯州，成立於1951年6月29日（其前身的教區成立於1844年1月5日）。2006年有教友1,105,000人，佔轄區總人口95.6%。教區下轄七十一個堂區，有144名司鐸。現任教區總主教為伊波利托·雷耶斯·拉里奧斯。
教區第五任主教拉斐爾·吉薩·巴倫西亞於2006年被教宗本篤十六世封為聖人。